# James J. Murphy

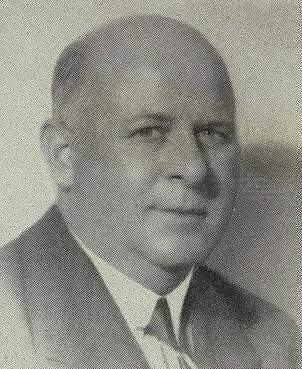
James J. Murphy

James Joseph Murphy (* 3. November 1898 in Brooklyn, New York; † 19. Oktober 1962 in Staten Island, New York) war ein US-amerikanischer Politiker. Zwischen 1949 und 1953 vertrat er den Bundesstaat New York im US-Repräsentantenhaus.

## Werdegang
James Joseph Murphy wurde ungefähr zwei Monate nach dem Ende des Spanisch-Amerikanischen Krieges in der damals noch eigenständigen Stadt Brooklyn geboren. Er besuchte öffentliche Schulen auf Staten Island. 1916 diente er als Unteroffizier in der First New York Cavalry an der mexikanischen Grenze. Während des Ersten Weltkrieges war er zwischen 1918 und 1920 Sergeant im 104. Maschinengewehrbataillon der 27. Division und diente in dieser Zeit in Frankreich und Belgien. Er ging seit 1920 in New York City Import- und Exporttransportgeschäften nach.
Politisch gehörte er der Demokratischen Partei an. Bei den Kongresswahlen des Jahres 1948 für den 81. Kongress wurde Murphy im 16. Wahlbezirk von New York in das US-Repräsentantenhaus in Washington, D.C. gewählt, wo er am 4. Januar 1949 die Nachfolge von Ellsworth B. Buck antrat. Nach einer erfolgreichen Wiederwahl erlitt er im Jahr 1952 bei seiner erneuten Kandidatur eine Niederlage und schied nach dem 3. Januar 1953 aus dem Kongress aus.
Zwischen 1954 und 1958 war er Stadtrat (city councilman) von New York im Borough von Staten Island. Murphy war Fracht- und Transportmakler. Er lebte in Grymes Hill. Am 19. Oktober 1962 verstarb er in Staten Island. Sein Leichnam wurde auf dem St. Peter’s Cemetery beigesetzt.